# Malaxis licatae
Malaxis licatae är en orkidéart som beskrevs av Germán Carnevali och Ivón Mercedes Ramírez Morillo. Malaxis licatae ingår i släktet knottblomstersläktet, och familjen orkidéer. Inga underarter finns listade i Catalogue of Life.